# Douglas XCG-17
El Douglas XCG-17 fue un planeador de asalto estadounidense, desarrollado por la conversión de un transporte bimotor C-47 Skytrain, durante la Segunda Guerra Mundial. Aunque el XCG-17 tuvo éxito en las pruebas, el requerimiento de un planeador tan grande ya había pasado, y no fueron construidos más ejemplares; sin embargo, un C-47 adicional fue sometido a una conversión de campo a la configuración de planeador para evaluación, de forma breve durante 1946, pero fue rápidamente reconvertido a la configuración motorizada.

## Diseño y desarrollo
Con la introducción del avión de transporte cuatrimotor Douglas C-54 Skymaster, las Fuerzas Aéreas del Ejército de los Estados Unidos, observando que los planeadores convencionales entonces en servicio serían un uso ineficiente de la capacidad y potencia del C-54, determinaron que existía un requerimiento por un nuevo planeador de asalto mucho más grande. Se determinó que la mejor solución para satisfacer el requerimiento era la conversión del Douglas C-47 Skytrain, ya en producción a gran escala. El C-47 podría ser convertido a configuración de planeador con mínimos cambios en la estructura, y podría proporcionar la capacidad requerida.
Las pruebas se realizaron usando un C-47 convencional, motorizado, siendo lo primero aterrizajes ordinarios sin motor, y luego siendo remolcado por otro C-47, lo que indicó que el sistema era factible. Por consiguiente, se tomó un C-47-DL para la conversión en planeador, al que se le dio la designación XCG-17. El avión, anteriormente un DC-3 de Northwest Airlines, que había sido requisado para el servicio militar al principio de la Segunda Guerra Mundial, fue modificado con la retirada de los motores del mismo; las góndolas, que contenían el tren de aterrizaje, se mantuvieron en su sitio, cubiertas con domos hemisféricos perfilados aerodinámicamente para reducir la resistencia, y lastre fijo para compensar la eliminación de los motores. Otros equipos, ya innecesarios en la conversión a una configuración sin motor, también fueron eliminados para reducir peso; incluían el cableado y los mamparos del avión, junto con los puestos del navegador y del radio operador.

## Historia operacional

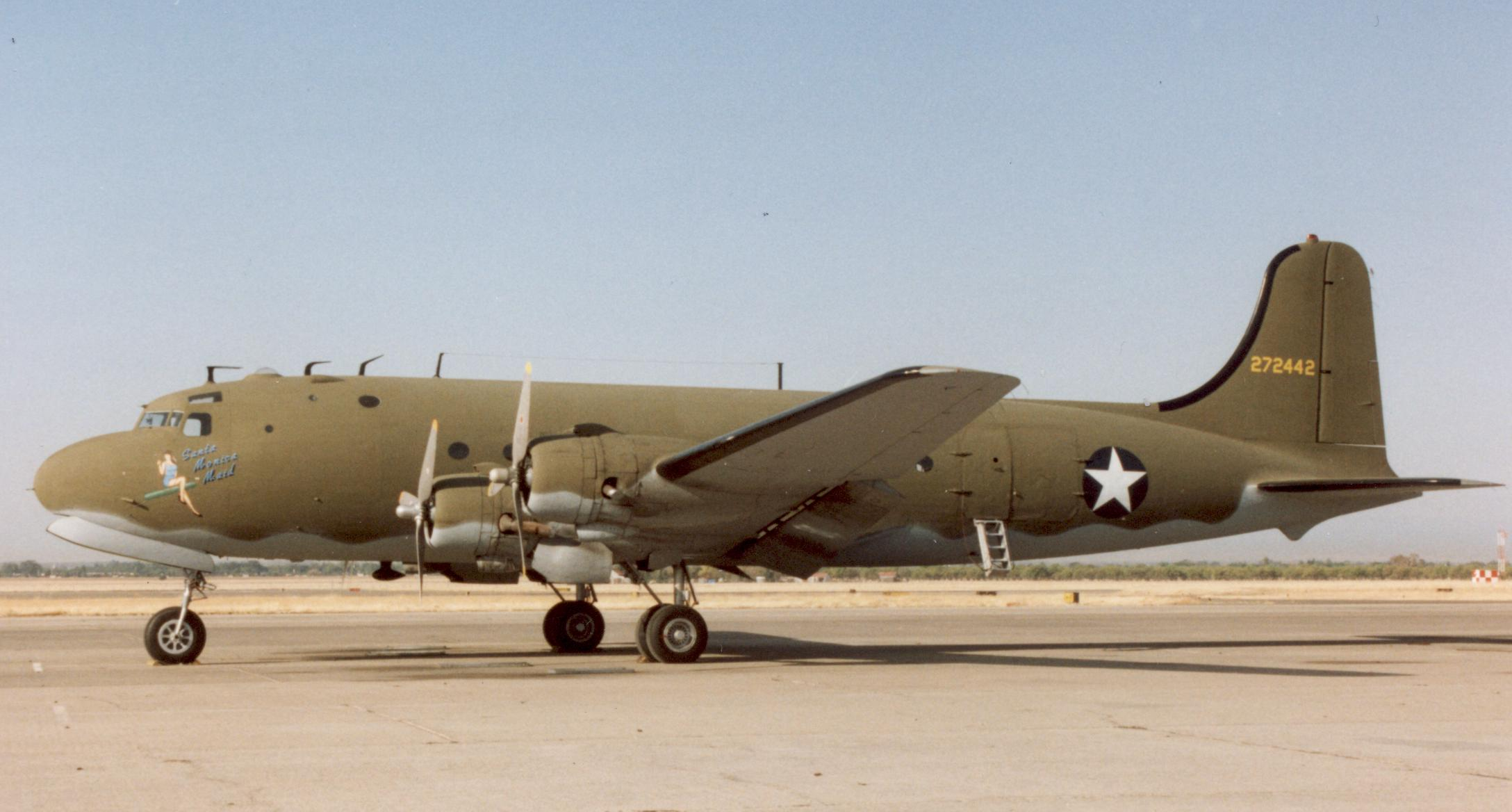
El C-54 fue el avión remolcador preferido para el XCG-17.

La conversión, llevada a cabo en el Clinton County Army Air Field, fue completada el 12 de junio de 1944, sometiéndose el avión a sus pruebas de vuelo iniciales poco después. Dichas pruebas de vuelo del XCG-17 demostraron que el aparato era satisfactorio; comparado con los planeadores convencionales en servicio, el avión poseía menor velocidad de pérdida y mayor velocidad de remolcado que aquellos, así como un vuelo de planeo a un ángulo significativamente más bajo. Las pruebas de remolque se realizaron usando una variedad de aviones; el más comúnmente usado fue un tándem de remolque de dos C-47, con los aviones remolcadores acoplados en tándem y separándose el avión delantero tras el despegue. Esta combinación era peligrosa para el C-47 de "en medio", y se determinó que un solo C-54 era el avión remolcador óptimo.
La bodega de carga del XCG-17 tenía una capacidad de 15 000 libras (6800 kg); alternativamente, podían ser transportados hasta 40 soldados totalmente equipados, siendo estas cifras significativamente mayores que la capacidad de los planeadores convencionales. El XCG-17 también era capaz de llevar tres jeeps en una sola carga, o alternativamente, dos obuses de 105 mm. Independientemente de la carga del avión, no se requería lastre para mantener el centro de gravedad del mismo, una característica única entre los planeadores de asalto estadounidenses.
A pesar de los resultados satisfactorios de las pruebas, sin embargo el avión no cumplió el requerimiento del Ejército de ser capaz de aterrizar en campos improvisados; además, por la época en la que la evaluación del XCG-17 fue completada, la necesidad de un planeador de asalto tan grande ya había pasado. La función principal para el planeador había sido a propósito de incrementar la cantidad de suministros que podían ser transportados a China por encima de "La Joroba" ; sin embargo, la situación de la guerra se había hecho más favorable y la capacidad añadida que un planeador sobredimensionado proporcionaría no fue requerida. No se produjeron más ejemplares del modelo; el prototipo, una vez completadas sus pruebas, fue almacenado, siendo transportado a la Davis-Monthan Air Force Base para su venta en agosto de 1946.
En agosto de 1949, el avión fue vendido a Advance Industries, siendo reinstalados sus motores y volviendo el avión a su estado motorizado en la configuración de DC-3C. Algunas fuentes, sin embargo, indican que el XCG-17 fue reconvertido a la configuración de C-47 en 1946. Tras su restauración al estado motorizado, el avión fue transferido a México, donde permaneció en servicio civil hasta 1980.

### Conversión de campo

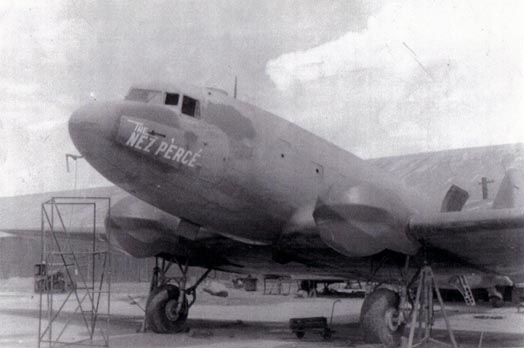
Douglas CG-47.

A pesar de que el XCG-17 fracasó en desembocar en alguna producción de un modelo de planeador derivado del C-47, un único C-47 fue convertido a la configuración de planeador por la Fifth Air Service Area Command, localizada en Nichols Field, en Luzón, Filipinas, en enero de 1946. Llevada a cabo de la misma manera que el XCG-17, la conversión incluía carenados de forma octogonal sobre los montajes de los motores, y la instalación de una unidad de potencia auxiliar procedente de un bombardero B-24 Liberator.
Referido como XCG-47 y también como "XCG-17", y bautizado "Nez Perce", el avión acometió su vuelo inicial, tras la conversión, el 17 de junio de 1946, remolcado por un C-54. Las pruebas de vuelo del avión resultaron favorables, y un ambicioso vuelo fue planeado, remolcando al avión desde Luzón a Tokio, Japón. El vuelo tenía la intención de probar la idoneidad de los grandes planeadores para actuar como un "tren aéreo de carga" para el transporte regular.
El vuelo, realizado a finales de junio de 1946, llevó 11 horas de vuelo e incluyó pasar la noche en Okinawa; cubriendo 1800 millas (2900 km), concluyó en el Tachikawa Airfield, cerca de Tokio. A pesar del éxito del vuelo, el concepto de "tren aéreo de carga" no cuajó; el avión tenía sus motores recolocados en agosto de 1946 y fue devuelto al servicio como un C-47 normal.

## Operadores

### Militar (como C-47, luego XCG-17)
Estados Unidos
- Fuerzas Aéreas del Ejército de los Estados Unidos

### Civil (como DC-3C)
México
- Petróleos Mexicanos[12]

## Especificaciones (41-18496)
Referencia datos: 

### Características generales
- Tripulación: Dos (piloto y copiloto)
- Capacidad: 6800 kg o 40 soldados
- Longitud: 19,5 m (64 ft)
- Envergadura: 29,1 m (95,5 ft)
- Altura: 5,2 m (17,1 ft)
- Superficie alar: 91,7 m² (987,1 ft²)
- Peso vacío: 4990 kg (10 998 lb)
- Peso cargado: 11 793,4 kg (25 992,7 lb)

### Rendimiento
- Velocidad nunca excedida (Vne): 466,7 km/h (290 MPH; 252 kt) (máxima velocidad de remolcado)
- Velocidad crucero (Vc): 490,8 km/h (305 MPH; 265 kt) (velocidad de planeo)
- Velocidad de entrada en pérdida (Vs): 56,3 km/h (35 MPH; 30 kt)
- Carga alar: 128,4 kg/m² (26,3 lb/ft²)
- Régimen de planeo: 14:1

## Aeronaves relacionadas

### Desarrollos relacionados
- Douglas DC-3
- Douglas C-47 Skytrain
- Douglas AC-47 Spooky
- Douglas C-53 Skytrooper
- Showa L2D
- Lisunov Li-2

### Aeronaves similares
- Messerschmitt Me 321
- Chase XCG-20
- General Aircraft Hamilcar
- Ilyushin Il-32

### Secuencias de designación
- Secuencia CG-_ (Planeadores de Carga del USAAC/USAAF, 1941-1947): ← CG-14 - CG-15 - CG-16 - CG-17 - CG-18 - CG-19 - CG-20